# Gaurax bryani
Gaurax bryani är en tvåvingeart som först beskrevs av Malloch 1930.  Gaurax bryani ingår i släktet Gaurax och familjen fritflugor.
Artens utbredningsområde är Samoa. Inga underarter finns listade i Catalogue of Life.